# Clements, Minnesota
Clements là một thành phố thuộc quận Redwood, tiểu bang Minnesota, Hoa Kỳ. Năm 2010, dân số của thành phố này là 153 người.

## Dân số
- Dân số năm 2000: 191 người.
- Dân số năm 2010: 153 người.